# マドリウ＝ペラフィタ＝クラロ渓谷
マドリウ＝ペラフィタ＝クラロ渓谷（カタルーニャ語:Vall del Madriu-Perafita-Claror）はアンドラ公国の南部に位置する。2004年にユネスコ世界遺産の文化遺産に登録され、2006年に登録地が拡大された。また、2013年にラムサール条約登録地ともなった。

## 概要
マドリウ＝ペラフィタ＝クラロ渓谷は、アンドラの南部、アンカム、アンドラ・ラ・ベリャ、サン・ジュリア・デ・ロリア、エスカルデス＝エンゴルダニの4つのパロキアにまたがっており、国土面積の9パーセント（4247ヘクタール）を占めている。
岩山や氷河、森林、湖（氷河湖のエスタニー・デ・リラ湖など）、高山湿地といったピレネー山脈の自然の中に、集落や牧草地、山小屋、鉄の精錬所跡などが点在しており、700年以上にわたって山岳地域の人々が営んできた生活の文化的景観を世界遺産としたものである。

## 登録経緯
2001年12月より、ICOMOSのアンドラ国内委員会が準備を開始し、2002年7月に暫定リストに含めて提出した。
2003年1月、アンドラ政府関係者（文化、農業、環境の各大臣）とアンカム、アンドラ・ラ・ベリャ、サン・ジュリア・デ・ロリア、エスカルデス＝エンゴルダニの各市長がマドリウ＝ペラフィタ＝クラロ渓谷保護管理憲章に共同調印し、正式に世界遺産への登録をユネスコに申請した。なお、当初の登録名候補（英語）は「マドリウ＝クラロ＝ペラフィタ渓谷 (Madriu-Claror-Perafita Valley)」であったが、後に現在の順番に変更されている。
2003年3月、ユネスコ世界遺産委員会が申請を正式受理、同年10月よりICOMOSおよびIUCNによる現地調査が開始された。
2004年7月1日、第28回世界遺産委員会（中国、蘇州）において、文化遺産として正式登録された。
2006年7月、バッファーゾーンを加えて登録地が拡大された。 

## 登録基準
この世界遺産は世界遺産登録基準のうち、以下の条件を満たし、登録された（以下の基準は世界遺産センター公表の登録基準からの翻訳、引用である）。
- (5) ある文化（または複数の文化）を代表する伝統的集落、あるいは陸上ないし海上利用の際立った例。もしくは特に不可逆的な変化の中で存続が危ぶまれている人と環境の関わりあいの際立った例。